# Герасим (приток Оскола)
Герасим (Горосим, устар. Геросим) — река в России, протекает в Курской и Белгородской областях. Левый приток реки Оскол.

## География
Длина реки составляет 19 км, площадь водосборного бассейна 547 км². Река Герасим берёт начало в районе деревни Герасимово Курской области. Течёт на юго-запад. На реке расположены населённые пункты Герасимово, Рындино, Солдатское, Богдановка, Бекетово, Пятницкое. По реке в нижнем течении проходит граница Курской и Белгородской областей. Герасим впадает в Старооскольское водохранилище на реке Оскол. Устье реки находится в 404 км по левому берегу реки Оскол.

## Притоки (км от устья)
- 3 км: река Апочка
- 13 км: река Быстрик
- река Боровка

## Данные водного реестра
По данным государственного водного реестра России относится к Донскому бассейновому округу, водохозяйственный участок реки — Оскол до Старооскольского гидроузла, речной подбассейн реки — Северский Донец (российская часть бассейна). Речной бассейн реки — Дон (российская часть бассейна).
Код объекта в государственном водном реестре — 05010400212107000011746.